# Medicines Patent Pool
Le Medicines Patent Pool (MPP) est une organisation internationale soutenue par les Nations unies fondée en juillet 2010 basée à Genève, en Suisse. Son objectif est de réduire les prix des médicaments contre le VIH, la tuberculose et l'hépatite C, et de faciliter le développement de traitements anti-VIH, grâce à l'octroi de licences de brevets dans les pays à revenu faible ou intermédiaire. 

## Création
La Medicines Patent Pool Foundation a été créée en tant qu'entité juridique indépendante en juillet 2010 avec le soutien d'Unitaid et est pleinement opérationnelle depuis novembre 2010. 
Elle repose sur l'idée que les brevets sont destinés à récompenser l'innovation mais aussi que, sans licence, un brevet peut empêcher la production ou la vente de médicaments génériques abordables et de qualité, et le développement de nouvelles formulations. Elle négocie donc des licences avec les titulaires de brevets sur les médicaments contre le VIH, l'hépatite C et la tuberculose. Ces licences permettent aux fabricants à moindre coût de distribuer des médicaments brevetés dans les pays en développement. Les licences permettent aussi de développer de nouveaux traitements mieux adaptés à ces pays. 

## Financement
Le Medicines Patent Pool a été fondé et est financé par Unitaid, une organisation qui lutte contre le sida, au paludisme, la tuberculose et l'hépatite C. Dans sa première phase de subvention 2010-2015, il travailla exclusivement dans le domaine du VIH, travail prolongé par à un nouveau financement en décembre 2014 d'Unitaid valable jusqu'en 2020. En novembre 2015, son mandat fut étendu au traitement de l'hépatite C et de la tuberculose. Le Medicines Patent Pool fut la première base commune de brevets indépendante visant à résoudre le problème de l'accès à ces médicaments dans les pays à revenu faible ou intermédiaire. 

## Structure
Le MPP a deux organes directeurs : un conseil de gouvernance composé de 9 membres et d'un groupe consultatif d'experts composé de 12 membres ; il travaille également avec des experts ad hoc. 
L'actuelle présidente du Conseil de gouvernance est l'ancienne sous-directrice générale des systèmes de santé et de l'innovation de l'Organisation mondiale de la santé (OMS), Marie-Paule Kieny . Elle succéda à Sigrun Møgedal, président depuis mars 2016 et à Charles Clift. 

## Activités
Le Medicines Patent Pool négocie des licences avec les titulaires de brevets et les sous-licencie aux fabricants de génériques pour encourager la vente à moindre coût de médicaments dans plus d'une centaine de pays en développement. 
En octobre 2012, le MPP, Gilead et le National Institutes of Health / University of Illinois reçurent le prix « Deals of Distinction» de la Licensing Executives Society (États-Unis et Canada) pour les accords de licence qui élargissent l'accès à des médicaments anti-VIH abordables dans les pays en développement. Ces prix annuels sont décernés pour des accords de propriété intellectuelle dans cinq secteurs industriels et les trois parties furent distinguées pour leurs accords de licence en la santé publique. 
Depuis 2018, le MPP détient des licences pour 13 antirétroviraux contre le VIH, une plateforme technologique contre le VIH, 2 antiviraux à action directe contre l'hépatite C et 1 traitement expérimental pour la tuberculose. Les titulaires des brevets sont AbbVie, Bristol-Myers Squibb, Gilead Sciences,, MSD, ViiV Healthcare,, Johns Hopkins University, University of Liverpool, National Institutes of Health et Pharco Pharmaceuticals. Le MPP a également travaillé avec Janssen et Boehringer Ingelheim pour ne pas exercer leur droit de brevet sur les formulations pédiatriques de darunavir et de névirapine dans de nombreux autres pays en développement. L'organisation a signé un accord avec F. Hoffmann-La Roche pour accroître l'accès au valganciclovir, un traitement important pour une infection opportuniste par le VIH. 
En 2018, la fondation annonça une nouvelle stratégie quinquennale pour améliorer l'accès aux médicaments dans les pays pauvres, qui soutient les objectifs internationaux de santé publique pour le VIH, la tuberculose et l'hépatite C. 